# Frederik Wielandt
Frederik Ludvig Christian Wielandt (født 9. august 1739, død 2. september 1803) var en dansk godsforpagter, der er kendt for sin ledelse af Boller slot ved Horsens i en overgangstid mellem feudale og moderne landbrugsforhold. Han spillede en vigtig rolle som mellemled mellem herskab og fæstebønder under de store landboreformer i slutningen af 1700-tallet.

## Baggrund
Wielandt blev født på Fyn som søn af degnen Jacob Ludvig Wielandt (søn af sognepræst Christoffer Wielandt) og Hedevig Dorothea Johansdatter Post (van der Wisch). Han var fra en fynsk præsteslægt der er ud af en tysk ridderadels slægt, hvis danske stamfar er Jochum Wielandt, skomager for Christian d. IV. I 1779 blev han gift med Helene Maria Elisabeth Møller (kaldet "Lene"), født i 1752, datter af krigsråd, foged og købmand, Morten Møller, ejer af Krumstrup. Frederik og Helene fik sammen flere børn, hvoraf fem overlevede barndommen.

## Forpagter på Boller
Den 18. august 1785 indgik Wielandt en forpagtningskontrakt med lensgreve Erhardt Wedel-Friis, ejer af Boller Hovedgård. Kontrakten trådte i kraft i 1788 og løb i første omgang til 1797. Den blev senere forlænget til 1809.
Boller var en af egnens større hovedgårde med over 900 tønder land og en betydelig bygningsejendom. Som forpagter havde Wielandt ansvar for godsets drift og relationen til de 120 hoveripligtige fæstebønder. Kontrakten var omfattende og fastlagde i detaljer driftsmetoder, pligter og rettigheder for både forpagter og bønder.

## Økonomi
Wielandt opbyggede en betydelig formue gennem sin forpagtertid. I 1790’erne udlånte han store beløb til bønder, som typisk benyttede pengene til at købe deres gårde til selveje efter de nye landboreformer. Ved sin død i 1803 efterlod han sig en formue på 54.960 rigsdaler, hvoraf størstedelen var udestående lån.

## Hoveri og forhold til bønderne
Forpagtningskontrakten fra 1785 detaljerede fæstebøndernes hoveripligter, herunder markarbejde, transportopgaver og vedligeholdelse. Kontrakten fastslog også, at forpagteren ikke måtte bruge fysisk afstraffelse og skulle behandle bønderne retfærdigt. Tilsynsmænd skulle sikre, at arbejdet blev fordelt korrekt og udført forsvarligt.

## Segl og våbenskjold
Frederiks segl er at finde i bla. Forpagtningskontrakter fra Boller Godsarkiv, 1782–1809. i seglet bruger Frederik hans Skjold indeholdende hans initialer FCW. overskjoldet er der en hjelm med to vinger, formentlig inspireret af Wielandt slægtens våbenskjold, som bla. er gengivet af Joachim Wielandt. i midten af hjelmen er der en plante. 
Wielandt slægtens våbenskjold:

## Børn
Frederik fik sammen med Helene i alt fem børn, som overlevede barndommen:
- Morten Møller Wielandt (født 1780) – købte Vellinggård i Smidstrup Sogn i 1805
- Erhardt Wielandt (født 1782) – blev gårdejer i Tvingstrup ved Horsens, gift med Gjertrud Cathrine Skou
- Jacob Ludvig Wielandt (født 1784) – ejer af Ørskovgård i Ørridslev Sogn
- Christine Sophie Wielandt (født 1786) – gift 1804 med Peder Mønster Guldager, møller og gårdejer
- Elisabeth Sophie Wielandt (født 1790) – gift 1808 med købmand Mads Sørensen Laue

## Død og eftermæle
Frederik Wielandt døde den 2. september 1803 og blev begravet ved Uth Kirke nær Boller. Hans gravsten bærer et hyldestfuldt eftermæle:
"Sit Kald opagtede han med Flid og Troskab
Derfor saunes ved hans Bortgang
en kierlig Ægtefælle en aarvaagen Fader
en utrættelig Huusfader
Hvis Tab oprettes
naar vi sees igien".

### Enkestand og skifte
Helene fik kongelig tilladelse til at sidde i uskiftet bo, men valgte allerede i 1804 at skifte med børnene. Skiftet viser, at ægteparret havde opbygget en betragtelig formue, herunder udlån til lokale bønder og borgere samt et veludstyret hjem i forpagterboligen på Boller.

### Bopæl og livsstil
Helene boede sammen med sin mand og familie i forpagterboligen på Boller Hovedgård. Skiftesagen fra 1804 viser en stor bolig med flere stuer og værelser, rig møblering og inventar, bl.a. sølvtøj, malerier og kakkelovne. Dette vidner om en relativt høj social status og økonomisk formåen.